# Ортоґнейс
Ортоґнейс (рос. ортогнейс, англ. orthogneiss, нім. Orthogneis m) — ґнейс, який виник в результаті глибокого метаморфізму вивержених порід. Протиставляється параґнейсу, який виникає при метаморфізмі осадових гірських порід. (Rosenbuch, 1891).
Див. ґнейс.